# Christina Crawford (schrijfster)
Christina Crawford (11 juni 1939) is een Amerikaanse actrice en schrijfster die vooral bekend is om haar boek Mommy Dearest, waarmee ze afrekent met haar adoptiemoeder Joan Crawford.
Christina werd geboren als kind van ongehuwde ouders, die haar afstonden voor adoptie. De bekende actrice Joan Crawford adopteerde haar en nog drie andere kinderen. 
Naar het voorbeeld van haar dominante adoptiemoeder begon Christina te acteren. Naast rollen in het theater had ze zo bijvoorbeeld een kleine rol in de Elvis Presley-film Wild in the Country (1961). Van 1968 tot 1969 speelde ze in de soapserie The Secret Storm. Toen ze hier wegens ziekte moest afzeggen, verving haar toen zestigjarige moeder haar in de rol van haar vierentwintigjarige personage. Na haar ziekteverlof werd Christina ontslagen; ze weet dit aan het gedrag van haar moeder.
Bij de dood van Joan Crawford in 1977 liet ze niets na aan Christina. De verbitterde Christina schreef daarop het boek Mommy Dearest, waarin ze haar moeder beschuldigde van kindermishandeling tijdens haar jeugd. Hoewel deze beweringen niet bewezen en omstreden zijn, hebben ze er wel toe geleid dat Joan Crawfords nagedachtenis vertroebeld is geraakt. Het boek werd omwille van zijn sensationele inhoud een bestseller en werd in 1981 verfilmd onder dezelfde titel.
- Bibsys: 90261370
- Biblioteca Nacional de España: XX5009485
- Gemeinsame Normdatei: 11918947X
- International Standard Name Identifier: 0000 0000 8117 2146
- Library of Congress Control Number: n78046914
- Bibliotheek van het Japanse parlement: 00436854
- Nationale Bibliotheek van Tsjechië: hka2012693686
- Nationale Bibliotheek van Israël: 987007448600005171
- Nederlandse Thesaurus van Auteursnamen: 074024140
- SNAC: w6ht6cch
- Système universitaire de documentation: 176580212
- Virtual International Authority File: 37721106
- WorldCat: E39PBJwHkHdkj3hmQGtTMcCmh3